# Mehanggin
Mehanggin is een bestuurslaag in het regentschap Ogan Komering Ulu Selatan van de provincie Zuid-Sumatra, Indonesië. Mehanggin telt 1847 inwoners (volkstelling 2010).